# イングランドビール中毒事件

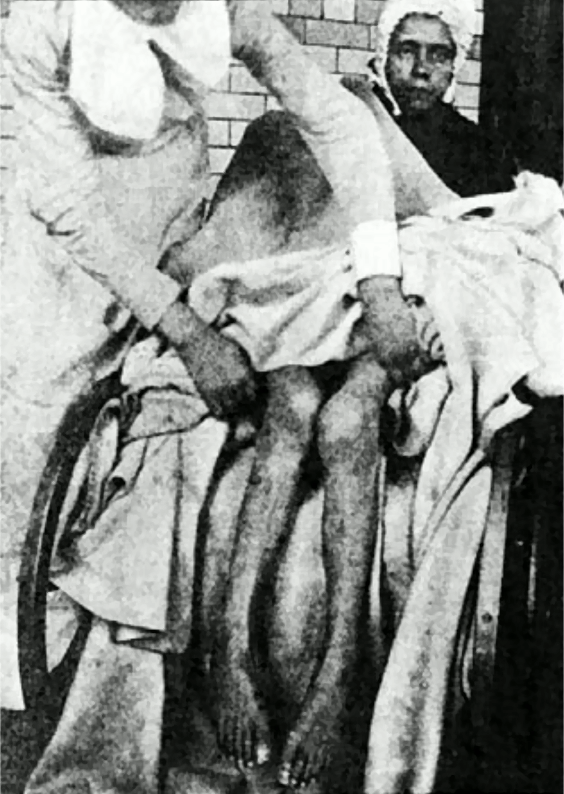
萎縮とともに下肢の完全麻痺を示している伝染性の犠牲者

イングランド・ビール中毒事件（イングランドビールちゅうどくじけん、英語: 1900 English beer poisoning）は、1900年にイングランドで6,000人以上がヒ素で汚染されたビールによってヒ素中毒となり、70人以上がが死亡した事件である。
ヒ素中毒の患者たちは、当初はアルコール性の神経障害と誤診され、正確に診断されたのは発症から数か月後であった。その上、患者が急増した後の調査で、それ以前の数十年間知らぬままに数千人がヒ素中毒に罹患していたことが発覚した。病気はミッドランズと北西イングランドに蔓延し、最も患者が多かったのはマンチェスターであった。

## 事件の概要

### 誤診と調査
この集団中毒事件の患者の多くは大酒飲みであった。そのため医師たちは、手足の筋力低下やしびれを訴える患者を見て、当初長期の大量飲酒によるアルコール性神経炎と診断した。しかし、患者は急増し、41人が末梢神経炎、多発性神経炎またはアルコール性神経炎のために死亡、また66人がアルコール中毒によって死亡した。しかしながら、患者が増加する以前の過去7か月間にそれらが原因で死亡したのはわずか22人だけであった。
これらの神経炎は、当初無関係であると考えられた皮膚の変色の症例に関連していた。また、この因果関係を明らかにした医師のアーネスト・セプティムス・レイノルズは、「ただ1つの物質だけがこれらの症状の原因であり、それはヒ素であろう」「スピリッツを飲む大酒飲みはビールを飲む人より症状が弱いように見える」と述べた。レイノルズは、患者たちがしばしば訪れるパブでサンプルを採取し分析を行った。それにより、彼らが飲むビール中に含まれるヒ素の存在が明らかになった。

### ヒ素の発生源
ビールの製造途中でヒ素が混入されたと考えられるいくつかの醸造所が特定されると、そのヒ素がどこから来たのかについての調査が開始された。その結果、リヴァプールのガーストンのボストック (Bostock) 社から醸造所に供給された転化糖中にヒ素が存在することが判明した。
この時代、一部の醸造所は、利益率の低いイングランドのビール市場において経費を削減する目的で、高品質の大麦麦芽を使わず、砂糖を混ぜた低品質の大麦麦芽に置き換えた。当時、ピュアビール運動 (Pure Beer movement) の一環として、醸造用代替品の使用に関する調査が1896年から1899年にかけて行われていたこともあり、砂糖との混合は一部で物議を醸したが、調査によって醸造用代替品はイギリスの1875年食品医薬品売買法に基づく「有害物質」ではないと結論付けられた。この砂糖は、デンプンを酸の存在下で加熱してグルコースを生成する酸加水分解によって製造されていた。この方法は少なくとも1814年以降商業的に利用されており、それほど新しいものではなかった。
ボストック社はリーズのジョン・ニコルソン&サンズ社から購入した硫酸を使用して酸加水分解を行ったが、この硫酸はヒ素を含む黄鉄鉱から生成されたものであり、生成された硫酸にもヒ素が残っていた。ジョン・ニコルソン&サンズ社は、1888年以来ボストック社に硫酸を供給していた。当初の硫酸にはヒ素が混入していなかったが、1900年3月以降にヒ素を含む未精製の硫酸の供給が行われていたと見られる。これは、硫酸がヒ素中毒の原因であると判明した1900年11月まで続いた。ジョン・ニコルソン&サンズ社は、自分たちはボストック社によって硫酸がどのように使用されていたかを知らず、ボストック社から要求されればヒ素を含まない酸を供給できたはずである、と主張した。
ヒ素中毒の発生源が明らかになると、ビールのヒ素汚染に関するさらなる調査が行われた。最終的に、硫酸からだけではなく麦芽からもヒ素がビールに混入していたことが判明した。ビール製造中、浸漬した大麦の発芽を止める際には、コークスまたは石炭を燃料とし、高温の蒸気で大麦を乾燥させることによって大麦の湿度を低減させる。燃料中に混入したヒ素が蒸気を通じて大麦に付着し、それが完成した麦芽にも残っていることは十分にあり得た。
調査の結果、急増したアルコール性神経障害のほとんどの症例が実際はヒ素中毒であり、主に醸造時に使用されるヒ素を含む硫酸が原因であることが分かった。そして、急増以前の数千人のアルコール性神経障害も同様にヒ素中毒であり、原因も同じであることも判明した。

## 事件直後の動向
中毒の原因がメディアによって報道された後、中毒の蔓延した地域ではビールの消費量が減少した。
醸造業界からの反応は様々であった。マンチェスターの大手ビール会社Grovesand Whitnallをはじめとする一部の醸造所は即座に強い反応を示し、そのビールを購入したすべてのパブやホテルに電報を送った。また、醸造所の中には、数千バレルのビールを下水道に投棄して処分した。処分対象となるビールのサンプルをまだ購入できた醸造所や、製造業者からヒ素の混入を知らされたにもかかわらず、汚染されたビールを販売したとされたパブは罰金を科された。
ランカシャーでは、1875年の食品医薬品販売法第6条に違反しているとして、23の居酒屋およびパブが刑事訴追された。
ボストック社は清算を行うと同時に、1893年の物品売買法における暗黙の条件に違反しているとして、ジョン・ニコルソン&サンズ社を訴え、損害賠償を請求した。これは高等裁判所の裁判官であるゲインズフォード・ブルースによって審理され、ボストック社はヒ素によって汚染された硫酸の価格および汚染された製品の分の価値を認めたが、のれんの喪失や、汚染された硫酸を砂糖の製造に使用したことでボストック社が被った損害に対する損害賠償は認めなかった。一方、ジョン・ニコルソン&サンズ社は倒産せず、その後B. Laporte（後のLaporte plc）社に買収された。
中毒事件を受け、ウィリアム・トムソン（ケルビン卿）が率いる王立委員会が任命された。委員会は1901年に予備報告書を、1903年に最終報告書を提出した。

## 長期的影響
ビール市場への影響は一時的で、その年のうちにビール消費は再び増加した。ピュアビール運動を復活させる試みは、委員会の報告や、ヒ素が砂糖だけでなく麦芽にもまた存在していたという事実によって取り消された。事件による法律への影響は特段無かった。
1901年に、マンチェスター、サルフォード、およびリバプールで出生率のかなりの低下が見られた。これは事件の影響が強かった地域でより大きく、王立委員会は中毒事件が原因であったと結論付けた。

## 類似事件
- ハリファックス1902年ビール中毒事件

カナダのハリファクスでも、1902年1月と2月に同様のヒ素中毒事件が発生した。13-14例のヒ素中毒が確認され、3人が死亡した。原因は、密閉されていない空間でガスコークスの火を用いて麦芽を乾燥させたためであるとされた。
- 森永ヒ素ミルク中毒事件